# Ruta, Lovrenc na Pohorju
Ruta je naselje v Občini Lovrenc na Pohorju.